# Янгельский
Янгельский — посёлок в Агаповском районе Челябинской области. Административный центр Янгельского сельского поселения.

## География
Находится на юго-западе Челябинской области, на правом берегу реки Урал, вблизи места впадения в неё реки Янгельки, в 20 км к юго-западу от районного центра села Агаповка, в 36 км к югу от города Магнитогорска, на высоте 330 метров над уровнем моря.

## История
Посёлок был основан как военный пост-редут Оренбургской пограничной линии в 1743 году. Упоминается в «Списке населенных мест Оренбургской губернии», изданном в 1871 году, как станица Янгельская.

## Население
| 1970 | 1995  | 2002  | 2010  |
| ---- | ----- | ----- | ----- |
| 1379 | ↗1495 | ↘1473 | ↘1417 |

Гендерный состав
По данным Всероссийской переписи населения 2010 года в гендерной структуре населения мужчины составляли 47,8 %, женщины — 52,2 %.
Национальный состав
Согласно результатам переписи 2002 года, в национальной структуре населения русские составляли 78 %. Проживают башкиры.

## Инфраструктура
Действуют средняя школа имени А. К. Филатова, детский сад, дом культуры, сельская врачебная амбулатория и отделение «Почты России».

## Религия
Православные храмы
- Церковь Казанской иконы Божией Матери

## Улицы
Уличная сеть посёлка состоит из 8 улиц и 2 переулков.